# Mona Gadelha
Mona Gadelha  (Fortaleza, 28 de outubro de 1960) é cantora, compositora, jornalista, escritora e produtora. Formou-se em Comunicação Social na Universidade Federal do Ceará e fez pós-graduação em Globalização e Cultura na Fundação Escola de Sociologia e Política de São Paulo. É mestra em Comunicação pelo PPG-COM (Pós-Graduação em Comunicação) da Universidade Federal do Ceará (2018),com a pesquisa "O Perfume Azul, artífice da ruptura: transgressão na cena rock de Fortaleza nos anos 70", publicado em livro pela Editora da Fundação Waldemar de Alcântara (2023) com o título "Perfume Azul - Rock e Transgressão na Fortaleza dos Anos 70". 
Considerada pioneira da cena rock da cidade de Fortaleza em meados da década de 1970, ao lado dos artistas Siegbert Franklin, Ricardo Augusto Rocha e Lúcio Ricardo, entre outros, Mona Gadelha participou do lendário show Massafeira, organizado pelo cantor e compositor Ednardo em colaboração com outros nomes significativos da música cearense, como Augusto Pontes, Teti, Angela Linhares, Ana Fonteles, Calé Alencar, Graco Braz, Caio Silvio, Francisco Casaverde, Luiz Miguel Caldas, Petrúcio Maia, Stélio Valle, Sergio Pinheiro e Rodger Rogério, entre outros. O show originou o álbum duplo em vinil de mesmo nome, lançado pela CBS em 1980, com a faixa "Cor de Sonho", de sua autoria. Este disco foi reeditado em 2010 em CD duplo e em livro (Sony/Aura Edições).
Lançou os CDs Mona Gadelha (Movieplay, 1996), Cenas & Dramas (Eldorado, 2000), Tudo se Move (Brazilbizz, 2004), Salve a Beleza (Brazilbizz, 2010), "Praia Lírica, um tributo à canção cearense dos anos 70" (Brazilbizz, 2011) e "Cidade Blues Rock nas Ruas (Brazilbizz, 2013). O primeiro CD, com 13 faixas de sua autoria, exceto "Sinal" (de Edvaldo Santana) e "Ingazeiras" ( do conterrâneo Ednardo), foi produzido por Alexandre Fontanetti, com quem viria a trabalhar novamente nos álbuns Tudo se Move, Salve a Beleza e Cidade Blues Rock nas Ruas. Este, também lançado em DVD e CD ao vivo, disponíveis nas plataformas digitais.
Mona também lançou os singles "Outono" (parceria dela com Ricardo Augusto Rocha), "Tudo bem Comigo" (2023) e "Fortaleza ou Nada" (2024), esta em parceria com Romulo Fróes.
Tudo se Move conseguiu ótima repercussão no Brasil e no mercado internacional, especialmente com a faixa "Saint-Denis-Ceará" (Valdo Aderaldo/Celso Gutfreind), que foi incluída em diversas compilações lançadas nos Estados Unidos, na Ásia e Europa. A música "Felicidade pra Mim" (Alvaro Fernando) também entrou na programação em rádios do sul e nordeste do país. A primeira faixa, "Bloco da Solidão" (Evaldo Gouveia/Jair Amorim), com arranjo de Fernando Moura, é uma homenagem da cantora a seu conterrâneo Evaldo Gouveia.
Mona venceu o Concurso de Contos Femininos do Jornal O Povo, com júri presidido pelo escritor Moreira Campos, em 1980. Também como escritora, publicou os perfis biográficos de José de Alencar (FDR, 2001)  e Petrúcio Maia, ambos da coleção Terra Bárbara, da Fundação Demócrito Rocha, e o livros de contos Contagem Depressiva (1980). Foi editora do semanário Meio & Mensagem, atuando ainda como jornalista na TV Manchete, O Povo e O Estado de S. Paulo.
Em novembro de 1985, mudou-se para São Paulo, onde passou a atuar nas áreas de comunicação e cultura. O trabalho no jornalismo adiou seus planos iniciais de dedicar-se à música em São Paulo. Mona lançou seu primeiro disco em 1996, depois de uma longa passagem por redações de jornais e revistas. Em 2004 criou o selo, editora musical e produtora Brazilbizz, lançando os CDs de Mau Sacht (#1), Rogério Rochlitz (Carro de Boy), ClarinETC (Concertos Millenovecento), Allan Grando e Attilio Mastrogiovanni, estes de música clássica. 
Participou de feiras internacionais(MIDEM 2002 e 2003,em Cannes, França) no estande oficial do Brasil e Festival das Músicas do Mundo (2000, Zaragoza, Espanha). Foi conferencista no Womex 2003, em Sevilha, Espanha, falando sobre "música e inclusão social".
Mona Gadelha foi coordenadora do Laboratório de Música da Escola Porto Iracema das Artes, em Fortaleza, de 2014 a 2024.
Mona Gadelha lançou o single "Do Outro Lado da Cidade", música de sua autoria, em 2025.

## Discografia
- 1980: Massafeira Livre (álbum duplo) - CBS/Sony (participação com a música "Cor de Sonho", de Mona Gadelha)
- 1984: Compacto Simples - independente - Lado A: Será que o céu é azul? (Mona Gadelha); Lado B: Tédio Ancestral (Ricardo Augusto Rocha/Zé Maia)

- 1996: Mona Gadelha (Movieplay)
- 1999/2000: Cenas & Dramas (Eldorado)
- 2004: Tudo se Move (Brazilbizz)
- 2010: Salve a Beleza (Brazilbizz)
- 2011: Praia Lírica, um tributo à canção cearense dos anos 70 (Brazilbizz)
- 2013: Cidade Blues Rock nas Ruas (Brazilbizz)

Singles
- 2014: Outono (Ricardo Augusto Rocha/Mona Gadelha)
- 2023: Tudo bem Comigo (Mona Gadelha)
- 2024: Fortaleza ou Nada  (Mona Gadelha/Romulo Fróes)
- 2024: O Melhor da Vida (Chico Pio/Mona Gadelha)
- 2025: Do Outro Lado da Cidade (Mona Gadelha)